# Apollodoro (nome)
Apollodoro  è un nome proprio di persona italiano maschile.

## Varianti
- Maschili
  - Ipocoristici: Apollo
- Femminili: Apollodora[2]
  - Ipocoristici: Dora

### Varianti in altre lingue
- Bulgaro: Аполодор (Apolodor)
- Catalano: Apol·lodor[3]
- Croato: Apolodor
- Francese: Apollodore
- Greco antico: Απολλοδωρος (Apollodoros)[4]
- Greco moderno: Απολλόδωρος (Apollodōros)
- Inglese: Apollodorus
- Latino: Apollodorus[1]
- Lituano: Apolodoras
- Polacco: Appolodoros
- Portoghese: Apolodoro
- Russo: Аполлодор (Apollodor)
- Serbo: Аполодор (Apolodor)
- Spagnolo: Apolodoro[3]
- Tedesco:  Apollodor
- Ucraino: Аполлодор (Apollodor)
- Ungherese: Apollodórosz

## Origine e diffusione
Deriva dal greco Απολλοδωρος (Apollodoros), un nome assai comune nell'antica Grecia. È composto dal nome Apollo e dal termine δωρον (doron, "dono"), ed è quindi di un nome teoforico riferito al dio Apollo, avente il significato di "dono di Apollo". Si associa quindi ad altri nomi teoforici riferiti allo stesso dio (come Apollonio e Apollinare, mentre per struttura è simile a Isidoro, Eliodoro, Atenodoro e Diodoro, tutti nomi teoforici riferiti a divinità greche.

## Onomastico
L'onomastico si può festeggiare il 1º novembre, in occasione di Ognissanti, in quanto il nome è adespota, ossia privo di santo patrono.

## Persone
- Apollodoro, medico greco antico
- Apollodoro, pittore greco antico
- Apollodoro di Artemita, storico greco antico
- Apollodoro di Atene, storico, grammatico e lessicografo greco antico
- Apollodoro di Caristo, commediografo greco antico
- Apollodoro di Damasco, architetto e scrittore romano
- Apollodoro di Gela, commediografo greco antico
- Apollodoro di Pasione, oratore greco antico
- Apollodoro di Pergamo, retore greco antico
- Apollodoro di Seleucia, filosofo greco antico